# Puba
Massa puba ou simplesmente puba (do tupi antigo pub, "mole") é uma massa extraída da mandioca fermentada. É largamente utilizada na produção de bolos, biscoitos e diversas outras receitas típicas do norte e do nordeste brasileiro.

## Preparo
O processo de obtenção da puba consiste em deixar a mandioca de molho num recipiente com água por sete dias. No final desse período, a mandioca deverá estar mole. Deve-se, então, escorrer a água e lavar abundantemente a mandioca, ralando-a em seguida. Com a mandioca ralada, deve-se escorrer completamente o líquido, separar em porções, envolvê-las em papel filme de PVC e refrigerar.

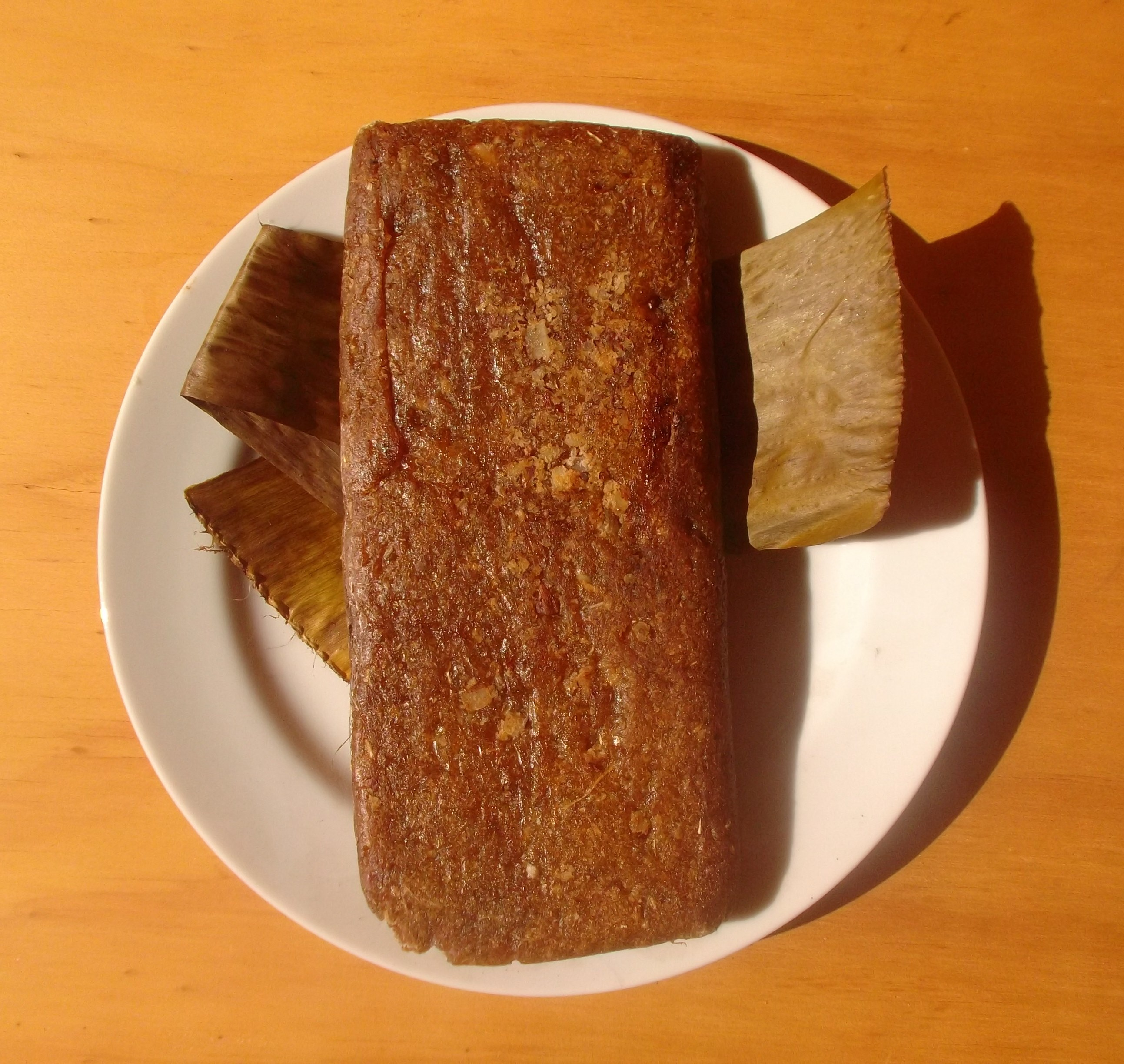
Bolo de puba com coco de babaçu.

A massa dura uma semana na geladeira ou seis meses no congelador.
Outra receita para obtenção da puba consiste em ralar a mandioca da forma mais fina possível, prensar o material a fim de lhe retirar o líquido (que poderá ser usado como adubo foliar e cujo resíduo decantado é o polvilho) e pilá-lo de modo a preencher completamente o recipiente, que deve ser fechado e guardado para proceder à fermentação. A puba estará pronta para ser consumida quando o recipiente parar de exsudar.
No Amazonas, deixa-se a mandioca amolecer até se poder preparar a massa com as mãos. É utilizada principalmente na produção da chamada farinha d'água.

## Grolado
Ao fritar a puba fresca, na manteiga ou no óleo, temos um prato conhecido no Maranhão como grolado.[carece de fontes?]